# Matrice
Matrice är en ort och kommun i provinsen Campobasso i regionen Molise i Italien. Kommunen hade 1 090 invånare (2018).